# 百里奚街道
百里奚街道，是中华人民共和国河南省南阳市卧龙区下辖的一个乡镇级行政单位，以秦国重臣百里奚命名。

## 行政区划
百里奚街道下辖以下地区：
百里奚社区、许庄社区、黄岗社区、天洼社区、坦克厂社区、中原厂社区、川光厂社区、岗王庄社区和油田南阳社区。